# Micromanagement
Als Micromanagement (kurz Micro) wird die Fähigkeit eines Computerspielers bezeichnet, seinen einzelnen Einheiten spezifische Befehle zu erteilen. Der Begriff findet meist in Echtzeitstrategiespielen Anwendung und steht dort im Gegensatz zum sogenannten Macromanagement. Spieler mit guten Reflexen und Fingerfertigkeit können aus einer Situation, in der sich gleichwertige Einheiten gegenüberstehen, einen Sieg erringen, in dem sie z. B. das Austeilen des Schadens fokussieren und durch Umpositionierung den erlittenen Schaden auf eigene Einheiten aufteilen.